# Georges Hellebuyck
Georges Hellebuyck est un skipper belge né le 21 août 1890 à Anvers et mort le 20 février 1975.

## Carrière
À Anvers aux Jeux olympiques d'été de 1920, Georges Hellebuyck est médaillé de bronze en classe 8 mètres sur le Antwerpia V avec Albert Grisar, Willy de l'Arbre, Léopold Standaert et Léon Huybrechts.